# Жерсон (футболист)
Жерсон Нунес де Оливейра (порт. Gérson de Oliveira Nunes; род. 11 января 1941, Нитерой, Рио-де-Жанейро) — бразильский футболист, полузащитник, игрок национальной сборной, в составе которой выиграл чемпионат мира 1970.

## Биография

### Клубная карьера
В детстве выступал за команды «Фламенго», в этом же клубе он дебютировал в 1958 в 17-летнем возрасте, забив гол в ворота «Флуминенсе». Изначально Жерсон выступал на позиции нападающего, причём весьма удачно: в 1960 и 1961 он забил по 26 мячей. Однако затем он перемещается в среднюю линию на позицию атакующего хавбека.
В 1961 он подписал свой первый профессиональный контракт с клубом, по которому он получал 8 тысяч крузейро в месяц, в 1962 эта сумма была увеличена до 100 тысяч, что было связано с инфляцией. Тренер «Фла» Флавио Коста желал, чтобы Жерсон надел футболку с 10-м номером, но футболист сопротивлялся, так как из-за этого он превратился бы в вечного дублёра несравненого Пеле в сборной, и хотел 8-й номер. Этот конфликт спровоцировал переход Жерсона в «Ботафого», где он стал получать 150 тысяч крузейро в месяц. Также у футболиста была возможность перейти в «Болонью», её президент Ренато Даль-Ара предлагал Жерсону зарплату 300 миллионов лир в год и ряд льгот, но Жерсон ответил на это отказом, без объяснения причин. Через 10 лет он признался, что отказ был продиктован боязнью несоответствия уровню чемпионата Италии и потери места в сборной.
«Фого» была лучшей командой в карьере Жерсона, здесь он вместе с Жаирзиньо, Гарринчей, Загалло, Куарентиньей и Нилтоном Сантосом завоевал целый ряд трофеев.
В 1969 году Жерсон перешёл в «Сан-Паулу», где он получал 80 тысяч долларов и носил капитанскую повязку. Однако за пределами Рио Жерсон почувствовал себя некомфортно, скучая по пляжам и жаре, в клубе им также были недовольны, из-за его опозданий на матчи, вызванных поездками в родные места. В итоге он в конце 1970 решился вернуться в «Ботафого», но вскоре опять перешёл в «Сан-Паулу», а в 1972 он оказался в «Флуминенсе», но выступления Жерсона за этот клуб нельзя назвать успешными: ему постоянно мешали травмы, да и возраст давал о себе знать.

### Выступления за сборную
В 19-летнем возрасте Жерсон неплохо выступил за Бразилию на XVII Летних Олимпийских играх в Риме. После этого у него и появилась возможность перейти в «Болонью».
Во взрослой сборной он дебютировал 7 мая 1961 года в матче против национальной команды Чили (2:1), прошедшем в Сантьяго, столице этой страны. Поехать со сборной на триумфальный чемпионат мира 1962 года Жерсону помешала травма.
На чемпионате мира 1966 Бразилия не смогла даже выйти из группы из-за того, что Жерсон, как и ряд других игроков, перетренировался и «перегорел», выйдя на пик формы ещё до чемпионата.
Чемпионат мира 1970 стал триумфальным для Бразилии. 29-летний Жерсон отыграл на нём блестяще, а его гол в финальном матче 21 июня в ворота Энрико Альбертози, выведший Бразилию вперёд, стал самым звёздным в его биографии. Бразилец обвёл двух игроков сборной Италии и неожиданно пробил с 25 метров. После этого счёт стал 2:1 и итальянцы надломились.
Свой последний матч за сборную Жерсон провёл 9 июля 1972 года с Португалией (1:0) в Рио-де-Жанейро. Продолжить выступления за сборную Жерсону помешали травмы.

### «Право Жерсона»
Это выражение появилось после того как в 1970 Жерсон принял участие в рекламе сигарет «Вила Рика», где он говорит: «Вы тоже получаете от жизни всё?». Ныне к нему апеллируют в Бразилии, оправдывая поведение, нарушающее этические и моральные нормы, а также законы.

### Жизнь после футбола
В 1974, ещё будучи футболистом, Жерсон закончил журналистские курсы и свою дальнейшую жизнь он посвятил именно этой профессии, желая «излагать правду о бразильском футболе». Жерсон не попал в список «ФИФА 100», составленный его другом Пеле, и даже обвинил своего соотечественника в плагиате.

## Достижения
Командные
- Чемпион мира 1970
- Чемпион турнира Рио — Сан-Паулу: 1961, 1964, 1966
- Чемпион штата Рио-де-Жанейро: 1963, 1967, 1968, 1973
- Обладатель Кубка Бразилии: 1968
- Чемпион штата Сан-Паулу: 1970, 1971
- «Октагональ» 1961
- Кубок Роберто Гомеса Педрозы 1961

Личные
- Входит в составленный журналом «World Soccer» «Список величайших футболистов XX века» под номером 97.

## Личная жизнь
Отец — Кловис Нунес, мать — Деолинда де Оливейра. Женат на Марии Элене де Оливейре, имеет двух дочерей — Патрисию и Кристину.